# جبل الجدي البحري
جبل الجدي البحري هو جبل بحري في تونغا. يرتفع 4 كيلومترات (2.5 ميل) إلى عمق حوالي 360 مترًا (1,180 قدمًا)، ويتوج بقمة مسطحة يبلغ عرضها 15 كيلومترًا (9.3 ميل). يبدو أنه بركان مغمور يعود تاريخه إلى العصر الميوسيني، وقد يكون جزءًا من سلسلة بركانية مع نييوي. يقع جبل الجدي البحري على الجانب الشرقي من خندق تونغا، وهو في طور التفكك؛ وقد تأثر الخندق بدوره بالتفاعل مع الجبل البحري المتجه نحو الأسفل.